# Diemtigen
Diemtigen je obec v okrese Frutigen-Niedersimmental v kantonu Bern ve Švýcarsku. Žije zde přibližně 2 200 obyvatel.

## Geografie
Diemtigen se nachází v pohoří Berner Oberland v Alpách. Místní části Oey a Diemtigen leží na začátku údolí Diemtigtal, které v podstatě zahrnuje celou obec. Oey leží na soutoku řek Chirel a Simme. Obec se skládá z osmi místních částí: Oey, Diemtigen, Bächlen, Horboden, Riedern, Entschwil, Zwischenflüh a Schwenden.
Sousední obce ve směru hodinových ručiček od severu jsou Erlenbach im Simmental, Wimmis, Reichenbach im Kandertal, Frutigen, Adelboden, St. Stephan, Zweisimmen, Boltigen, Oberwil im Simmental a Därstetten.
Ägelseemoor je rašeliniště a těreniště obojživelníků národního významu.

## Historie

Letecký pohled (1967)

Možné stopy mezolitického osídlení a dýka z doby bronzové ukazují na přítomnost pravěkého člověka. Ve vrcholném středověku bylo údolí osídleno a strukturováno jako panství. Svědčí o tom pozůstatky opevněných staveb, které nejsou doloženy, např. zřícenina hradu Kronegg (Eggwald) a vyhlídka Grafenstein (Oey). Hasenburg (první zmínka roku 1257 jako castrum de Diemtingen) na Burghubelu severně od Diemtigenu byl ve 12.–13. století centrem údolního panství baronů ze Strättligenu. Pozdějšími majiteli byl šlechtický rod Raronů, Kyburgů (1257), Weissenburgů (1307) a Brandisů (1369). V roce 1439 získal Bern údolí s vrchním a dolním dvorem od šlechticů ze Scharnachtalu a připojil je ke správnímu obvodu Niedersimmental. V letech 1798 až 1803 patřil Diemtigen k helvétskému kantonu Oberland. Kostel v Diemtigenu, poprvé zmiňovaný v roce 1314 (patron sv. Mikuláš, románský sál, rozšířený kolem roku 1490), byl filiálkou Erlenbachu im Simmental a v době reformace v roce 1527 se na žádost obyvatel údolí stal farním kostelem.
Od 16. století se v údolí a na alpských pastvinách rozšířil chov dobytka. Hospodářská zvířata se vyvážela, obilí se nakupovalo v nížinách. Současně se s malým úspěchem provozovala těžba (stříbro, uhlí). Nedostatek výdělku vedl k vystěhovalectví, před rokem 1800 do vojenské služby, poté hlavně do Severní Ameriky, Německa a Ruska. Předchůdci moderního cestovního ruchu jsou různé lázně se železitou, sirnou a sádrovou vodou - nejznámější jsou lázně Rothbad v Horbenu (18. století) a lázně Grimmialp ve Schwendenu (1899). Od roku 1963 se zde rozvíjely zimní i letní sporty (lyžování, běžecké lyžování, turistika, paragliding atd.), vznikaly hotely, rekreační byty a prázdninové tábory. Na konci 20. století se zde rozvíjelo především chovatelství s vysokohorskou výrobou (sýrárna) a nejrůznější řemesla, zejména dřevozpracující a stavební. Se svými 107 alpami je Diemtigen „největší zemědělskou alpskou obcí ve Švýcarsku“. Z nich 46 % vlastní třetí osoby, především kanton a město Bern.
Znak Diemtigenu byl navržen již v roce 1924. Oficiálně jej však obec přijala až v roce 1945. 
Koncem srpna 2005 postihly Diemtigen a údolí Diemtigtal silné povodně, zejména obec Oey, které způsobily škody ve výši přibližně tří miliard švýcarských franků.

## Obyvatelstvo

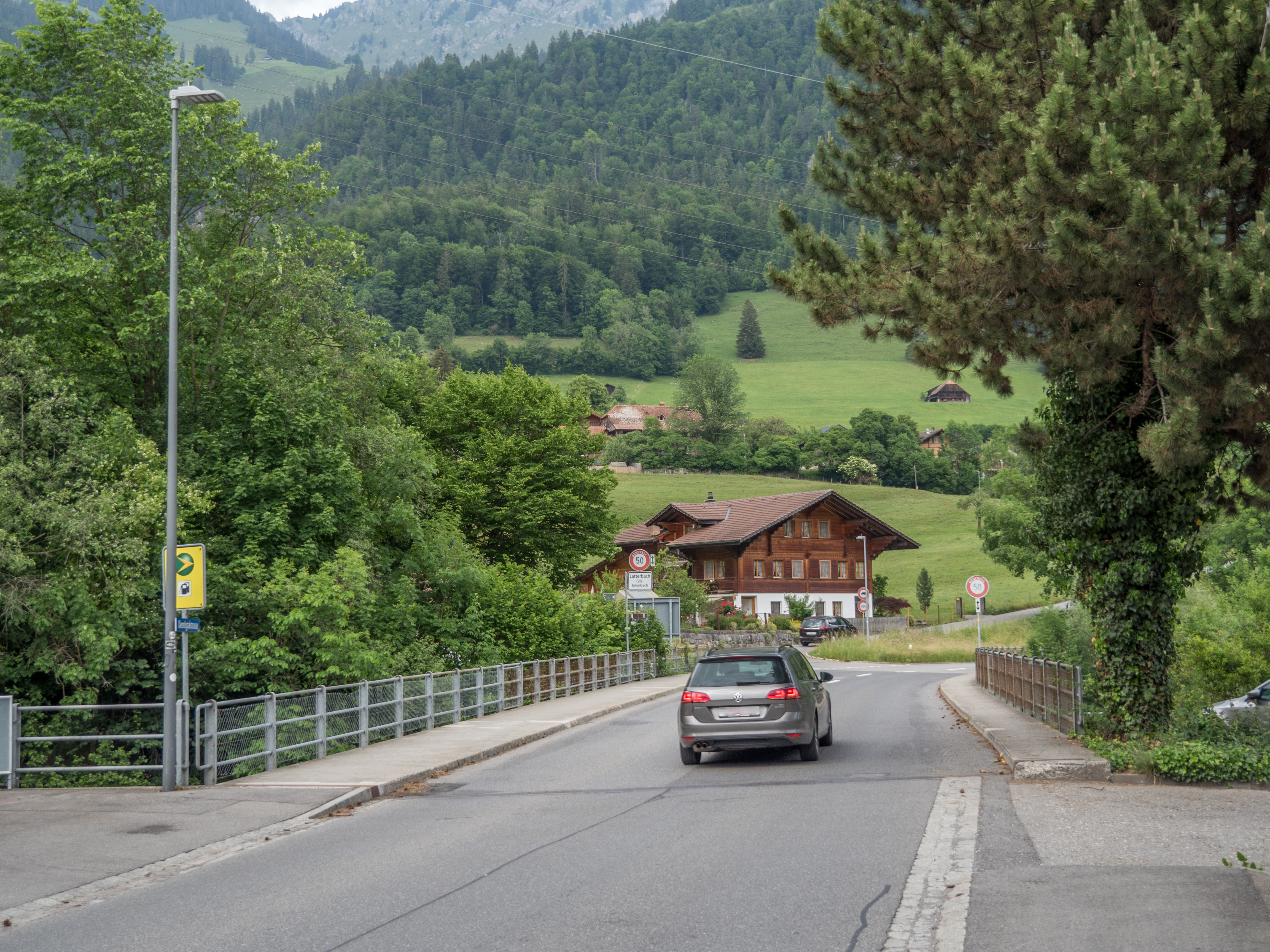
Most v Latterbachu

| Vývoj počtu obyvatel | Vývoj počtu obyvatel | Vývoj počtu obyvatel | Vývoj počtu obyvatel | Vývoj počtu obyvatel | Vývoj počtu obyvatel | Vývoj počtu obyvatel | Vývoj počtu obyvatel | Vývoj počtu obyvatel | Vývoj počtu obyvatel | Vývoj počtu obyvatel | Vývoj počtu obyvatel | Vývoj počtu obyvatel | Vývoj počtu obyvatel | Vývoj počtu obyvatel | Vývoj počtu obyvatel | Vývoj počtu obyvatel | Vývoj počtu obyvatel | Vývoj počtu obyvatel |
| -------------------- | -------------------- | -------------------- | -------------------- | -------------------- | -------------------- | -------------------- | -------------------- | -------------------- | -------------------- | -------------------- | -------------------- | -------------------- | -------------------- | -------------------- | -------------------- | -------------------- | -------------------- | -------------------- |
| Rok                  | 1764                 | 1850                 | 1860                 | 1870                 | 1880                 | 1888                 | 1900                 | 1910                 | 1920                 | 1930                 | 1941                 | 1950                 | 1960                 | 1970                 | 1980                 | 1990                 | 2000                 | 2010                 |
| Počet obyvatel       | 1138                 | 2150                 | 1946                 | 2009                 | 2149                 | 1993                 | 2014                 | 1905                 | 1943                 | 1901                 | 1946                 | 2049                 | 1934                 | 1913                 | 2013                 | 2023                 | 2054                 | 2146                 |

## Hospodářství
V březnu 2018 byla zahájena výstavba sýrárny v přírodním parku a společnost Estavayer Lait investovala do stáčírny mléka společně s družstvem Migros Aare. Družstvo bylo založeno v roce 1946 jako Landwirtschaftliche Genossenschaft Diemtigtal und Umgebung, které se od té doby přejmenovalo na LANDI Diemtigtal Genossenschaft, a v roce 2020 ho převzala společnost Landi Thun Genossenschaft se sídlem v Thunu.

## Doprava
V místní části Oey se nachází železniční stanice na trati Spiez–Zweisimmen (společnost BLS AG). Dopravu dále do údolí Diemtigtal zajišťují autobusy Postauto.